# Wagamama
Wagamama (stilzzato come wagamama) è una catena di ristoranti britannica, che serve cibo asiatico basandosi sulla cucina giapponese.

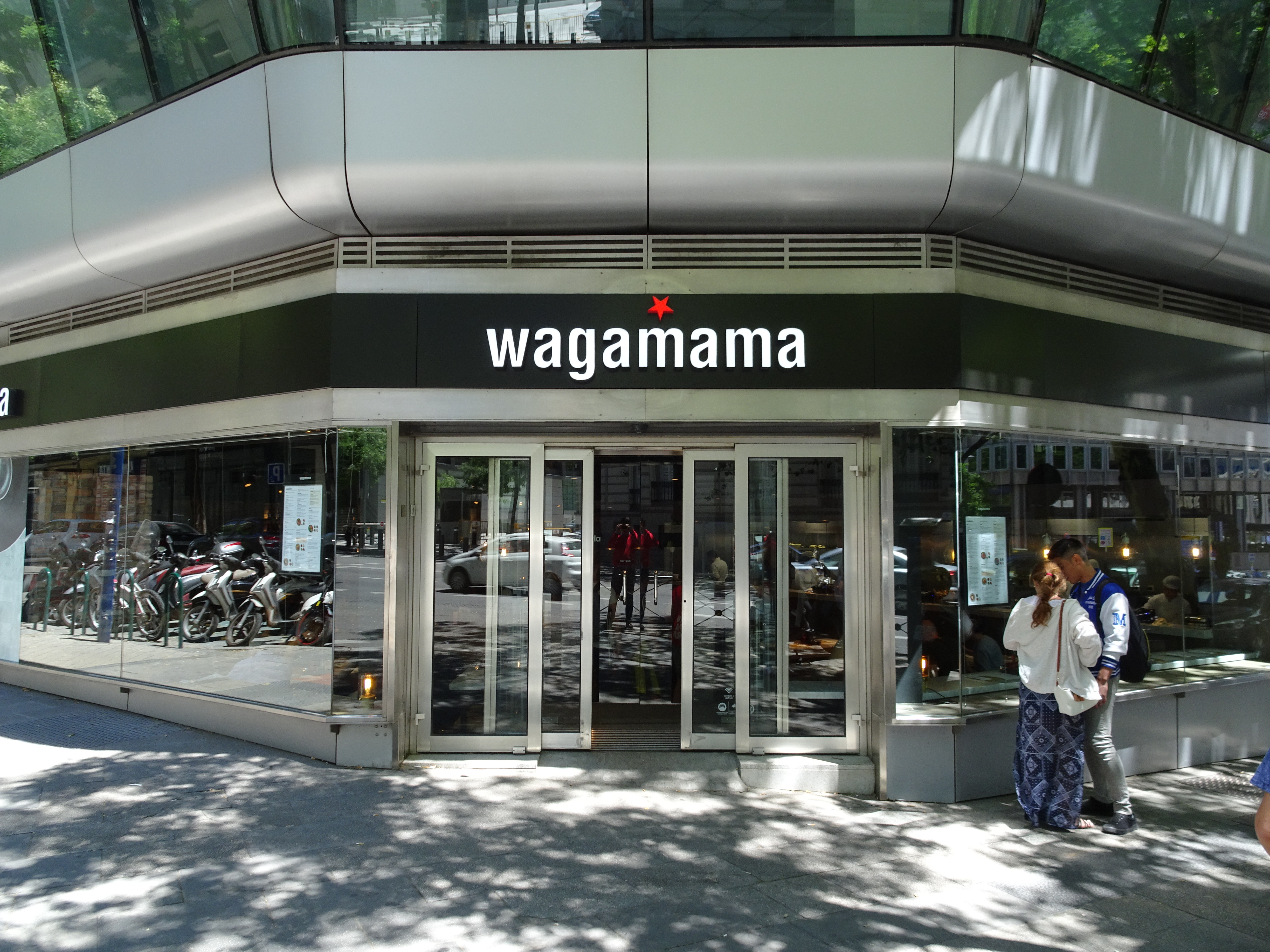
Ristorante Wagamama

Il primo ristorante ha aperto a Bloomsbury (Londra) nel 1992; a maggio 2018 possiede oltre 190 ristoranti, di cui 130 nel Regno Unito mentre gli altri in Austria, Bahrein, Belgio, Bulgaria,  Cipro, Danimarca, Emirati Arabi Uniti, Gibilterra, Grecia, Irlanda, Italia, Malta, Paesi Bassi, Nuova Zelanda, Oman, Qatar, Slovacchia, Spagna, Stati Uniti, Svezia e Turchia.
Wagamama è stata comprata nel 2018 da The Restaurant Group per 559 milioni di Pound.